# Bytoń
Bytoń – wieś w Polsce położona w województwie kujawsko-pomorskim, w powiecie radziejowskim, w gminie Bytoń.

## Podział administracyjny
Wieś królewska, położona w II połowie XVI wieku w powiecie radziejowskim województwa brzeskokujawskiego, należała do starostwa radziejowskiego. W latach 1975–1998 miejscowość administracyjnie należała do województwa włocławskiego. Miejscowość jest siedzibą gminy Bytoń.

## Historia miejscowości
Wieś pierwotnie stanowiła królewszczyznę. Dobra królewskie w Bytoniu w roku 1784 przekazane zostały w dożywotnie użytkowanie Wincentemu Modlińskiemu, a w wypadku jego śmierci, to użytkowanie przechodziło na żonę Annę z Wodzińskich. W czasie administrowania majątkiem przez wdowę po Modlińskim w latach 1790–1791 sprowadzono niemieckich kolonistów, którym dano pod wycięcie królewski las. Koloniści wykarczowali 436 mórg lasu. W ten sposób powstała wieś Holendry Bytońskie, która należy do sołectwa Nowy Dwór. Dobra Bytoń, leżące w Prusach Południowych nadane zostały w latach 1796-1797 generałowi porucznikowi von Bischofswerder. W roku 1881 właścicielem majątku ziemskiego w Bytoniu o powierzchni 811 mórg był Sylwester Kłobukowski.

## Historiaparafii
Kościół murowany w Bytoniu był wystawiony w roku 1516. Kościół ten na mocy przywileju króla Zygmunta I podlegał kanonikom laterańskim w Lubrańcu. W czasie reformacji, w roku 1562, Rafał Leszczyński, który w tym czasie miał rezydencję w Płowcach, wypędził miejscowego proboszcza. Był to epizod w historii parafii, kiedy kościół przez kilkadziesiąt lat funkcjonował jako zbór kalwiński. Przy kościele funkcjonował szpital dla ubogich (głównie jako schronisko dla starców). Po pożarze kościoła, nowy drewniany wystawiono staraniem prepozyta lubranieckiego Pawła Kołaczkowskigo w roku 1753. Do roku 1821 parafia była pod zarządem kanoników laterańskich w Lubrańcu.
W 1881 roku było tu 1820 parafian, a proboszczem był Władysław Grabowski. Istniejący obecnie kościół w Bytoniu wybudowany został z produkowanej na miejscu cegły. Jego budowę zakończono w 1908 roku. W roku 1940 okupant niemiecki aresztował miejscowego proboszcza, a kościół został zamknięty dla wiernych.

## Oświata
W roku 1881 w Bytoniu funkcjonowała szkoła początkowa.

## Demografia i gospodarka
W roku 1827 było tutaj 41 domów i 377 mieszkańców, a mniej w roku 1881 – 32 domy i 330 mieszkańców. Według Narodowego Spisu Powszechnego (III 2011 r.) wieś liczyła 491 mieszkańców. Obecnie jest największą miejscowością gminy Bytoń.
W 1881 w Bytoniu były dwie cegielnie, destylarnia, browar, a w okolicy kilka kopalni torfu.